# Мануїл Еротік Комнін
Мануїл Еротік Комнін (955/960 — бл. 1020) — державний та військовий діяч, дипломат Візантійської імперії.

## Життєпис
Походив з заможного провінційного роду з Фракії. За різними версіями, його батька звали Ісаак або Мануїл. Мати походила з роду Еротіків і, можливо, мала родинні зв'язки з патрикієм Феофілом Еротіком. Народився між 955 та 960 роками. На честь матері, що походила з роду Еротіків взяв додаткове прізвище. Про молоді роки замало відомостей. Як будь-який представник місцевої знаті розпочав військову службу у місцевій тагмі.
Перша письмова згадка про Мануїла Еротіка Комніна відноситься до 978 року. Тоді він очолив оборону Нікеї від повсталого війська на чолі із Бардою Скліром. Мужня оборона та військова хитрість дозволило Комніну довго чинити спротив, а потім (після руйнування стін та головної башти) домогтися вільного виходу залоги до Константинополя. В подальшому на думку дослідників брав участь у боях проти Скліра, а потім — іншого заколотника Барди Фоки.
У 989 році, коли барда Склір знову повстав проти імператора Василя II останній відправив Мануїла Комніна до скліра задля перемовин. Комнін переконав барду скліра скласти зброю, натомість тому надано титули та повернуто маєтки. За успішне виконання імператорського завдання Комніна було нагороджено титулами й посадами — патрикія, антипафа і веста. Успішна кар'єра дозволила значно збільшити родинні статки. Мануїл купує володіння на рівнині Гунарія в Пафлагонії (на південь від сучасного Кастамону, Туреччина), що стали другим після Фракії місцем розташування Комнінів. Незабаром стає членом синкліту.
В подальшому Мануїл Еротік Комнін брав участь у військових походах проти Болгарського царства та Грузії. Загинув близько 1020 року. З огляду на те, що його діти були досить малими, Комнін заповів опіку над ними імператору Василю II.

## Родина
- Ісаак (1007—1061), візантійський імператор
- донька (1012—д/н), дружина Михайла Докейна, катепана Італії
- Іоанн (1015—1063), доместік схол Заходу